# Östens naturvårdsområde
Östens naturvårdsområde är ett naturvårdsområde (sedan 1999 likställt med naturreservat)  i Mariestads, Skövde och Töreboda kommuner i Västra Götalands län.
Området är skyddat sedan 1994 och omfattar 1 423 hektar. Reservatet består till stor del av sjön Östen som är en värdefull fågelsjö. Där rastar gäss, svanar, änder och vadare under sin flyttning. Sjön är en grund lerslättssjö med näringsrikt vatten och riklig vegetation. Vattennivån har sänkts flera gånger. Detta i kombination med långvarig tillförsel av näringsämnen har lett till igenväxning. 
Fågellivet kan studeras från bl.a. fågeltornen och fågelplattformen. På Logården norr om Odensåkers kyrka finns ett levande kulturlandskap i form av åkrar och hagmarker. Där finns även odlingsrösen och stenmurar. Den gamla ladugården på Logården har byggts om till informationscentrum för Östen. Här finns utställningar, information, kaffeservering och hembygdsföreningens samlingar.